# Douzelage

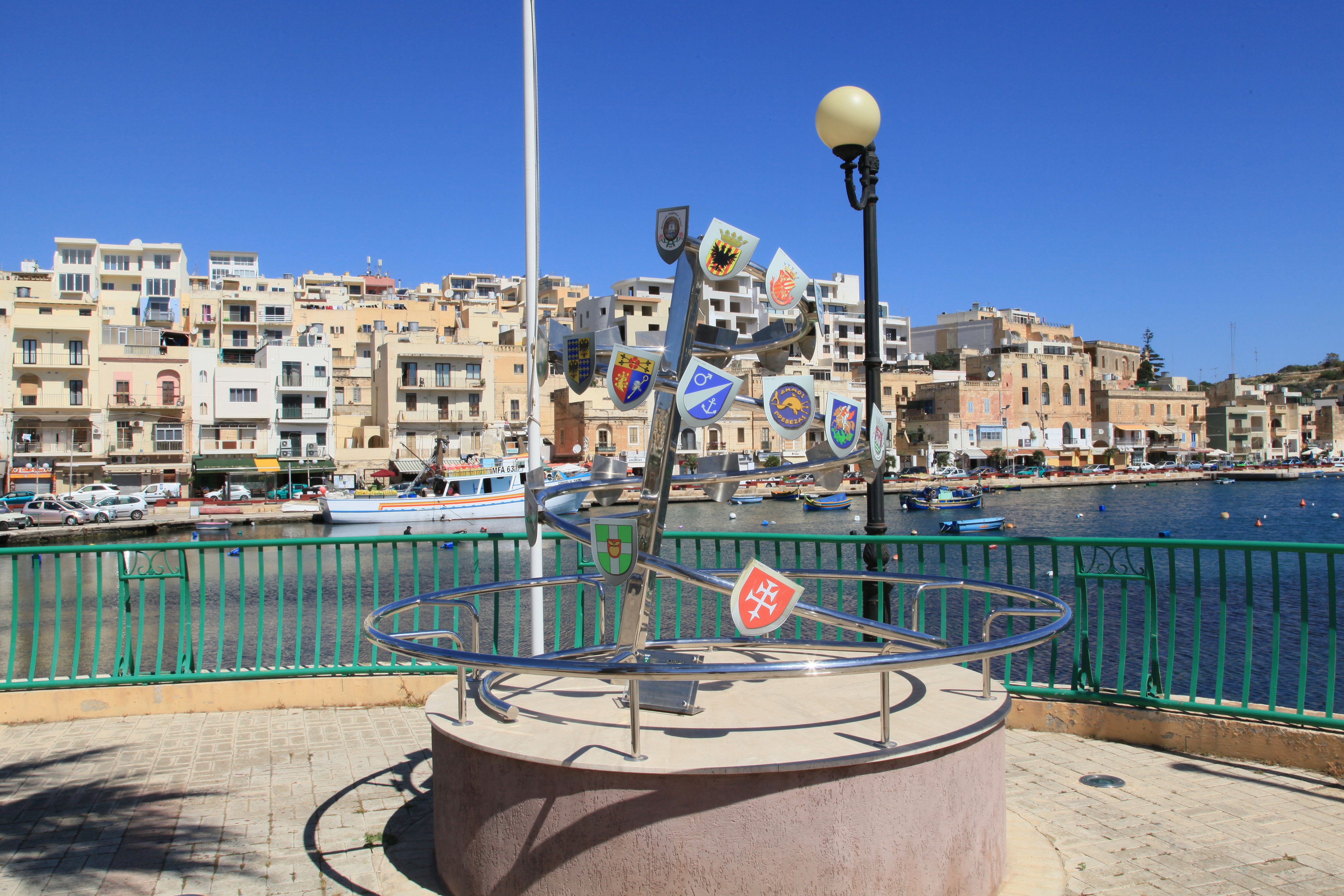
Monumento che commemora il 20º anniversario del Douzelage il 3 settembre 2011 a Marsascala, Malta.

Il termine Douzelage definisce una sorta di associazione comprendente una città per ogni paese dell'Unione europea. Il nome deriva dall'unione di douze (dodici in francese) e jumelage (gemellaggio in francese). Nonostante il successivo allargamento dell'Unione Europea il nome è rimasto invariato.

## Scopo
Gli obiettivi del Douzelage sono quelli di promuovere gli scambi e gli incontri fra le città appartenenti. Due volte all'anno vi è un incontro dei membri per concordare programmi di scambio o iniziative comuni.

## Membri
L'idea di Douzelage nacque nel 1989 dal gemellaggio fra Sherborne (Regno Unito) e Granville (Francia) e nel 1991 si incontrarono delegazioni di un comune per paese e diedero vita a Douzelage.

### Membri iniziali (1991)
- Altea (Spagna)
- Bad Kötzting (Germania)
- Bellagio (Italia)
- Bundoran (Irlanda)
- Granville (Francia)
- Holstebro (Danimarca)
- Houffalize (Belgio)
- Meerssen (Paesi Bassi)
- Niederanven (Lussemburgo)
- Prevesa (Grecia)
- Sesimbra (Portogallo)
- Sherborne (Regno Unito)

### Prima aggiunta (1997-1999)
- Karkkila (Finlandia) - 1997
- Oxelösund (Svezia) - 1998
- Judenburg (Austria) - 1999

### Seconda aggiunta (2004)
Con l'allargamento a est si sono aggiunti:
- Kőszeg (Ungheria) - 2004
- Sušice (Repubblica Ceca) - 2004
- Chojna (Polonia) - 2004
- Sigulda (Lettonia) 2004
- Türi (Estonia) - 2004

### Terza aggiunta (2005-2016)
- Zvolen (Slovacchia) - 2007
- Prienai (Lituania) - 2008
- Marsascala (Malta) - 2009
- Siret (Romania) - 2010
- Agros (Cipro) - 2011
- Škofja Loka (Slovenia) - 2011
- Trjavna (Bulgaria) - 2011
- Rovigno (Croazia) - 2016